# Äkta aloe

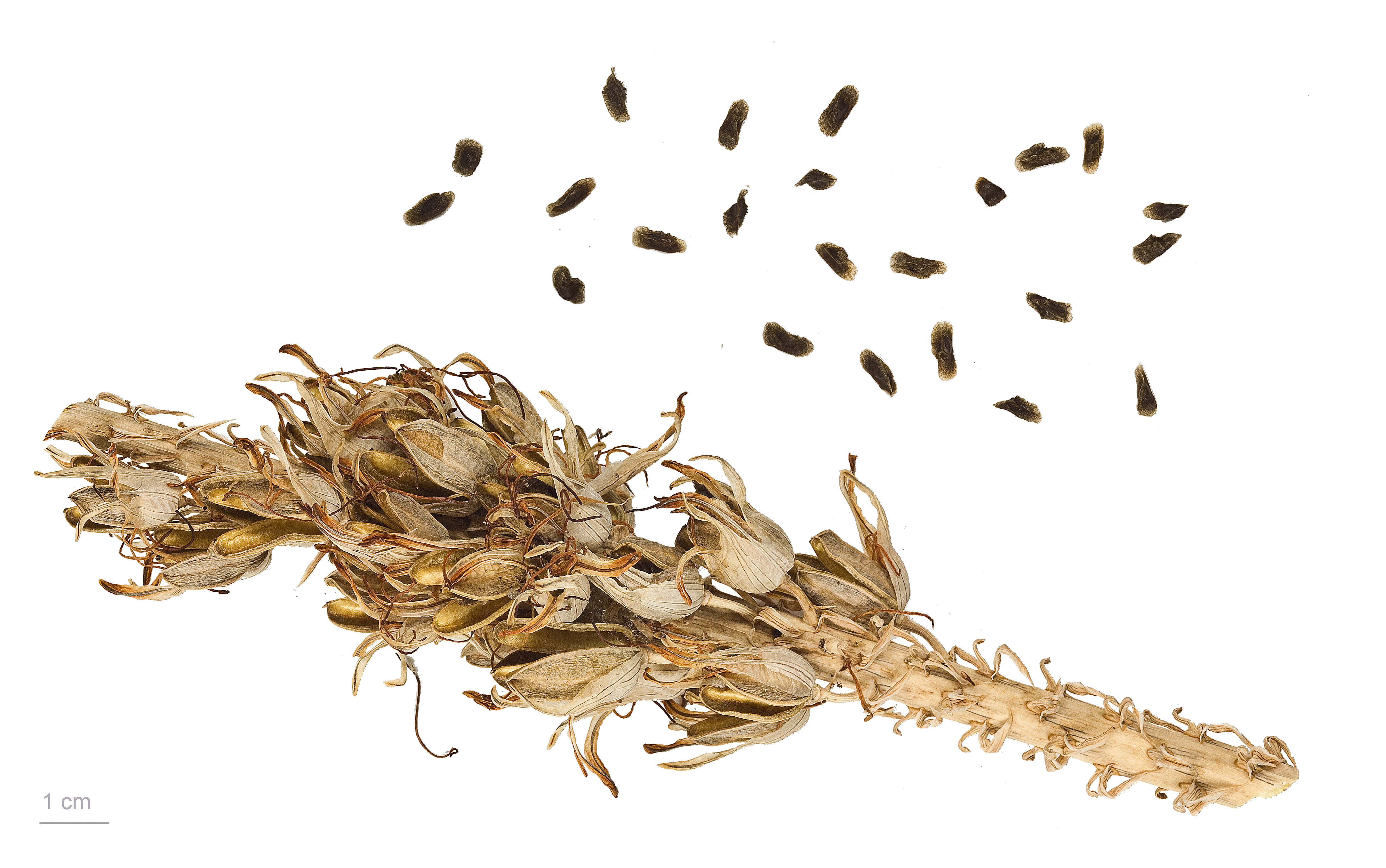
Aloe vera

Äkta aloe (Aloe vera) är en art i familjen afodillväxter. Arten är möjligen ursprunglig på Arabiska halvön, andra källor anger Kanarieöarna. Numera förekommer arten odlad och naturaliserad på många håll, till exempel i Västindien, Mexiko och södra Nordamerika. Äkta aloe odlas ibland som krukväxt i Sverige. Den växer endast i subtropiskt klimat. 
Äkta aloe är en flerårig suckulent växt som saknar stam, eller har en kort stam. Plantan får rikligt med sidoskott. Bladen sitter i rosett och är cirka 16 stycken, 40–60 cm långa och 6–7 cm breda, lansettlika, upprätta-utåtstående, grågröna till rödtonade, daggiga. Unga blad kan ha ljusa, diffusa strimmor, men saknar vanligen fläckar. Bladkanterna har fasta, bleka taggar/tänder. Blomställningen är ofta grenad, till 100 cm med gula blommor en klase. Blomskaften är cirka 5 mm långa. Stödbladen blir cirka 1 cm långa. Hyllet är 2,8–3 cm långt, cylindriskt eller något svullet vid basen, gult. De yttre flikarna är mer än till hälften fria. Ståndarna och pistiller skjuter ut 3–5 mm.
Arten förväxlas ofta med andra arter. I Sverige odlas och saluförs ofta Aloe massawana under namnet Aloe vera. Den känns igen på sina fläckiga blad och vanligen orangefärgade blommor.
Det gel-liknande köttet i växten sägs ha läkande effekt och används bland annat mot brännskador, men ingår även i exempelvis hudkrämer och många naturläkemedel för såväl invärtes och utvärtes bruk. Det finns dock inget tydligt vetenskapligt underlag för några medicinska effekter, och medan utvärtes bruk tycks vara ofarligt har invärtes bruk i olika sammanhang kunnat kopplas till magproblem, cancer och leverskador.
Namnet Aloë är ett gammalt arabiskt namn som avser arter som använts som medicinalväxter. Vera är latin och betyder äkta.

## Synonymer
- Aloe barbadensis Mill.
- Aloe chinensis Baker
- Aloe elongata J.A. Murray
- Aloe flava Pers.
- Aloe indica Royle
- Aloe littoralis Koen. ex Baker
- Aloe officinalis Forssk.
- Aloe perfoliata var. vera L.
- Aloe rubescens DC.
- Aloe vacillans Forssk.
- Aloe vulgaris Lam. nom. illeg.